# Стефано Доменикали
Стефано Доменикали (на италиански: Stefano Domenicali) е италиански мениджър, понастоящем изпълнителен директор на автомобилния производител Ламборгини. От 2008 до 2014 г. е спортен директор на тима от Формула 1 - Скудерия Ферари.

## Биография
Роден е на 11 май 1965 година в Имола, Италия. След години в които работи в италианския бизнес и търговия, Доминикали се присъединява към Ферари през 1991 година. Работи в администрацията на фирмата. Прехвърлен е в управлението на състезателните екипи и развитието на екипа, работещ на тест пистата в Муджело, Италия.
През 1995 г. е назначен за директор на персонала в спортния отдел на Ферари и отговаря за работата със спонсорите, преди да бъде назначен за тим мениджър, през декември 1996 година. След кратък престой като мениджър-логистика, е назначен за Спортен директор през 2002 година.
На 12 ноември 2007 г. Ферари обявява, че Стефано Доминикали ще поеме ролята на директор на тима от Формула 1 Скудерия Ферари, позиция, която дотогава бе заемана от французина Жан Тод.